# Follow
Follow è un singolo della cantante colombiana Karol G e del rapper portoricano Anuel AA, pubblicato il 1º aprile 2020 su etichetta Universal Music Latino.

## Video musicale
Il video musicale è stato reso disponibile il 1º aprile 2020, in concomitanza con l'uscita del singolo.

## Tracce
Testi e musiche di Carolina Giraldo Navarro, Daniel Echavarria Oviedo e Emmanuel Gazmey.
1. Follow – 3:22

## Classifiche
| Classifica (2020)     | Posizione massima |
| --------------------- | ----------------- |
| Argentina             | 68                |
| Repubblica Dominicana | 16                |
| Spagna                | 9                 |